# Jin Pureum
Jin Pureum (kor.: 진푸름; * 25. Januar 1987 in Iksan) ist eine südkoreanische Jazzmusikerin (Altsaxophon).

## Leben und Wirken
Pureum absolvierte 2008 mit einem Bachelor ihre musikalische Ausbildung an der Kyung Hee University in Seoul. Mit ihrem Quartett spielte sie in den Seouler Jazzclubs. Nach internationalen Tourneen zog sie 2015 in die USA, um in New York bis 2017 ein Masterstudium an der Manhattan School of Music zu absolvieren.
Pureum trat bei internationalen Jazzfestivals wie dem Edinburgh Jazz & Blues Festival, der Takatsuki Jazz Street, dem Seoul Jazz Festival oder dem DC Jazz Fest auf. 2017/18 weilte sie in Charlottesville, wo sie Mitglied im Sextett von John D’Earth wurde und mit dem UVa Jazz Ensemble arbeitete. Nach der Geburt ihres ersten Kindes arbeitete sie seit 2018 in New York City, wo sie ihr Quartett gründete. Ihr Album The Real Blue wurde von der Kritik gelobt.
2012 wurde sie mit dem Rising Star Award der koreanischen Zeitschrift Jazz People ausgezeichnet.

## Diskographische Hinweise
- Jin Pureum Quartet: Live in Europe (Nagel-Heyer Records 2013, mit Paul Kirby, Martin Zenker, Minchan Kim)
- The Real Blue (Cellar Live 2019, mit Jeremy Manasia, Luke Sellick, Willie Jones III, Sabeth Perez)[4]
- Ignasi Terraza Trio, Pureum Jin The Real Blue Live in Barcelona (Swit Records 2020, mit Horacio Fumero, Esteve Pi)